# Oliver Fix
Oliver Fix (21 giugno 1973) è un ex canoista tedesco.

## Palmarès

### Olimpiadi
- 1 medaglia:
  - 1 oro (Atlanta 1996 nel K1)

### Mondiali
- 2 medaglie:
  - 2 ori (Nottingham 1995 nel K1; Nottingham 1995 nel K1 a squadre)

### Mondiali juniores
- 1 medaglia:
  - 1 oro (Tavanasa 1990 nel K1 a squadre con la Germania Ovest)